# پایگاه موشکی پاسیفیک
 پایگاه موشکی پاسیفیک (به انگلیسی: Pacific Missile Range Facility) یک فرودگاه نظامی با کد یاتا BKH است که یک باند فرود آسفالت دارد و طول باند آن ۱۸۳۱ متر است. این فرودگاه در کشور ایالات متحده آمریکا قرار دارد و در ارتفاع ۷ متری از سطح دریا واقع شده است.